# Sponheim

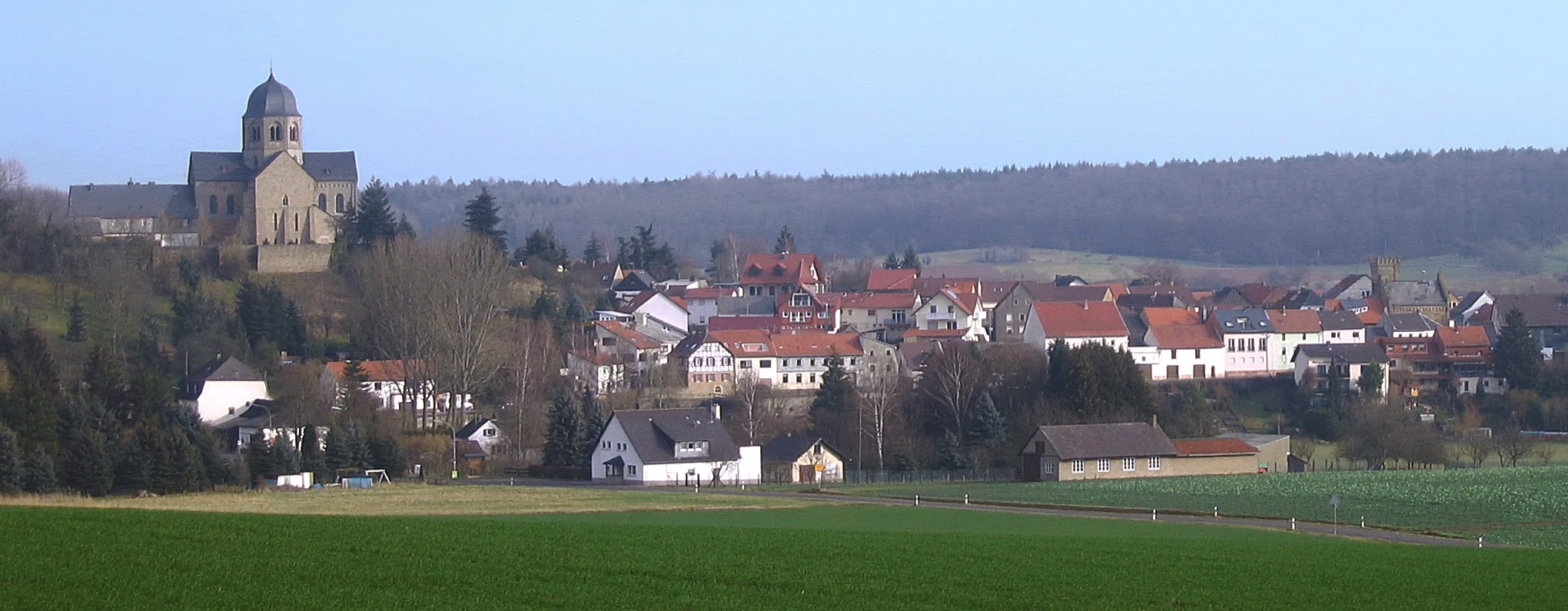
Sponheim aus westlicher Sicht, gut sichtbar die ehemalige Klosterkirche

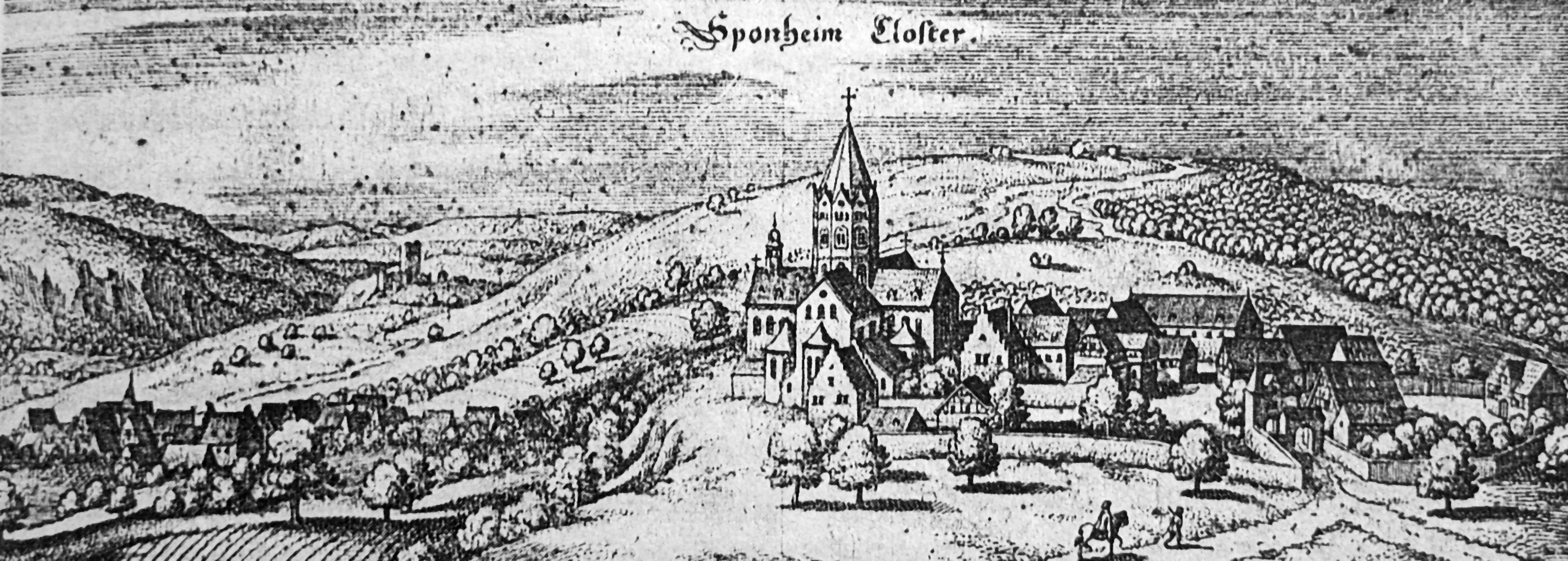
Kloster Sponheim, um 1650

Sponheim ist eine Ortsgemeinde im Landkreis Bad Kreuznach in Rheinland-Pfalz. Sie gehört der Verbandsgemeinde Rüdesheim an.

## Geographie
Sponheim liegt in der Grenzregion von Hunsrück und dem Naheland, südlich des Gauchswaldes.
Zu Sponheim gehören auch die Wohnplätze Ackermannsmühle, Annenhof, Brauchsmühle, Braunsmühle und Klostermühle.

## Geschichte

### Die Grafschaft
Die Grafschaft Sponheim (Spanheim) war ein historisches Territorium zwischen Rhein, Nahe und Mosel.  Ein angeblich 1044 erwähnter Eberhard galt im 19. Jahrhundert als Stammvater des gräflichen Geschlechts. Mittlerweile gilt diese Aussage als Erfindung von Trithemius. Die Frühgeschichte des Geschlechtes ist nicht genau erforscht.
Graf Gottfried III. († 1218) erwarb durch seine Gattin Adelheid von Sayn Anrecht auf das Erbe der Grafen von Sayn, das 1247 zum Großteil an Sponheim fiel. Nach Gottfrieds Tod begründeten etwa zwischen 1223 und 1237 die Söhne Johann I. die Linie Sponheim-Starkenburg („Hintere Grafschaft Sponheim“), Simon I. Sponheim-Kreuznach („Vordere Grafschaft Sponheim“), während Heinrich 1248 die Herrschaft Heinsberg, Blankenberg und Löwenberg erbte, deren Erben sich bald in die Zweige Sponheim-Heinsberg bei Aachen und Sponheim-Löwenberg teilte. Gottfried I., ein Sohn Johanns I., ist der Stammvater der Grafen von Sayn-Wittgenstein.
Die Vordere Grafschaft Sponheim umfasste ab dem 13. Jahrhundert die Ämter Kreuznach, Kirchberg und Naumburg. Die Hintere Grafschaft Sponheim umfasste die Ämter Birkenfeld, Allenbach, Herrstein, Trarbach, Kastellaun und Winterburg.
Nach dem Aussterben der Kreuznacher Linie 1414 fielen 1417 ein Fünftel der Grafschaft an die Kurpfalz, vier Fünftel an die Starkenburger Grafen. Als auch diese 1437 ausstarben, fielen ihre Besitzungen an Baden und Veldenz (später Pfalz-Simmern). Nach langwierigen Streitigkeiten mit der Pfalz wurde im Teilungsvertrag von 1707 Birkenfeld an Pfalz-Zweibrücken überwiesen, fiel jedoch 1776 an Baden zurück, während Kreuznach bei der Kurpfalz verblieb. 1798 kam die ganze Grafschaft an Frankreich, 1815 an das Königreich Preußen, das 1817 einen Teil davon, das Fürstentum Birkenfeld, an das Großherzogtum Oldenburg abtrat.

### Das Kloster
Eine erste Erwähnung des Klosters von 1101, nachdem Stephan von Sponheim das Kloster gegründet hatte, gilt mittlerweile als Erfindung von Trithemius. Die Abtei Sponheim auf dem Gauchsberg wird 1124 erstmals urkundlich erwähnt, als Meginhard von Sponheim die Kirche an den Mainzer Erzbischof Adalbert übergibt. Sie wurde mit zwölf Benediktinern der Abteien St. Alban und St. Jakob bei Mainz besetzt. Die Vogtei über das Kloster blieb bei den Grafen von Sponheim. Im Zusammenhang mit dem Kloster Sponheim wurde 1224 erstmals auch der Ort Sponheim urkundlich erwähnt. Das bedeutendste Mitglied des Benediktinerklosters war Johannes Trithemius. Der vielseitige Gelehrte und Humanist wurde 1483, schon eineinhalb Jahre nach seinem Klostereintritt, als jüngstes Mitglied des Konvents zum 25. Abt gewählt. In dieser Position vermittelte er dem Klosterleben in Sponheim neue Ernsthaftigkeit, allerdings um den Preis latenten Grolls seitens der Mönche. 1505 verließ er schließlich das Kloster und verzichtete auf die Abtei. Zu diesem Zeitpunkt umfasste die Bibliothek, die Trithemius im Kloster einrichten ließ, über 2000 Exemplare und zog Gelehrte aus ganz Europa an. Im Landshuter Erbfolgekrieg hatte Trithemius 1504 das Klostergut, die Bibliothek und das Archiv nach Kreuznach in Sicherheit gebracht. 1601 wurde die Klosterbibliothek, von der nach einer Notiz von Marquart Freher nur noch Reste vorhanden waren, aus Kreuznach in die kurfürstliche Bibliothek nach Heidelberg überführt und mit ihr 1622/23 als Bestandteil der Bibliotheca Palatina nach Rom gebracht.
Mit der Einführung der Reformation im Nahegebiet wurde das Kloster 1556 aufgehoben. Ende des 17. Jahrhunderts gab es noch einmal den Versuch einer Wiedergründung, der jedoch nur bis zur endgültigen Auflösung durch die Franzosen im Jahr 1802 währte. Unfreiwillige Bekanntheit erhielt das aufgelöste Kloster ab 1921 durch dessen Titularabt Albanus Schachleiter.

## Historische Gebäude

### Katholische Pfarrkirche

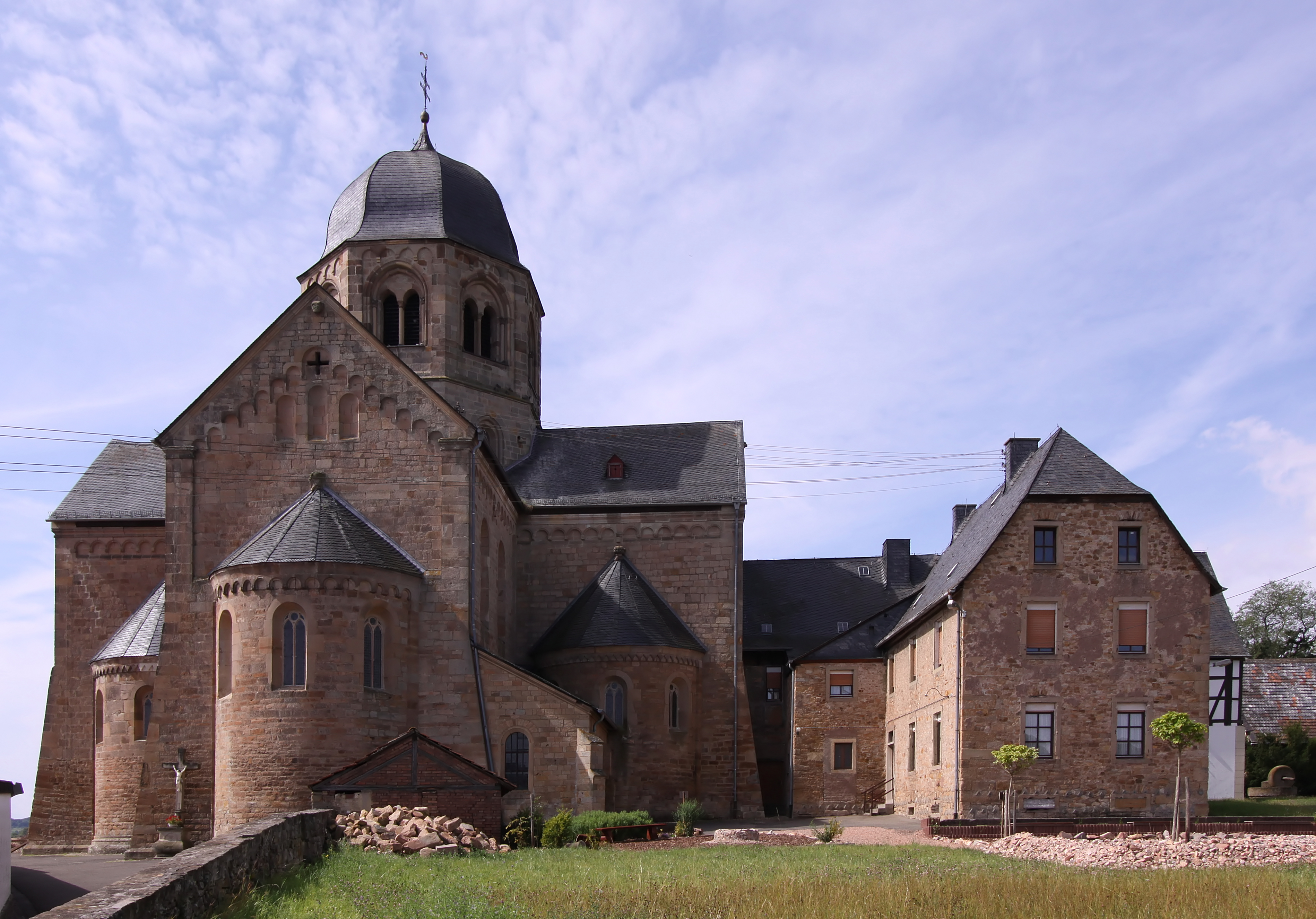
Katholische Pfarrkirche, Chorseite

Die ehemalige Klosterkirche und heutige katholische Pfarrkirche „St. Maria“ und „St. Martin“ hat ein griechisches Kreuz als Grundriss, was aber wohl eher zufällig zustande gekommen ist, weil das geplante Langhaus nie vollständig ausgeführt wurde. Das Kirchenbauwerk stammt aus der Zeit der Hochromanik im 12. Jahrhundert und erhielt im 13. Jahrhundert seine heutige Gestalt.
Romanisch sind der Chor, das Querhaus mit den Apsiden sowie die Pfeiler mit den zugehörigen spitzen Bögen der Vierung. Zu den im 13. Jahrhundert durchgeführten Umbauten gehören das Langhaus mit der angebauten Kapelle, die Einwölbung sowie der Vierungsturm. Der Fliesenboden im Chor und in den Seitenabsiden stammt ebenfalls aus dem 13. Jahrhundert, genauso wie ein Adlerrelief und ein Löwenkopf an der südlichen Außenmauer. Im Zuge neuerer Restaurierungen wurden an den Innenwänden Teile von älteren Wandmalereien freigelegt.
Von der reichen Ausstattung des Klosters sind nur noch einige Grabplatten und der aus dem Jahr 1487 stammende Sakramentsschrein in der Chorwand vorhanden. Die sonstigen Stücke stammen fast alle aus dem 18. und 19. Jahrhundert. Erwähnenswert sind ein barocker Altar in der Seitenkapelle sowie mehrere Heiligenfiguren, darunter eine Immaculata und ein heiliger Martin von Martin Biterich, sowie einige kirchliche Geräte.

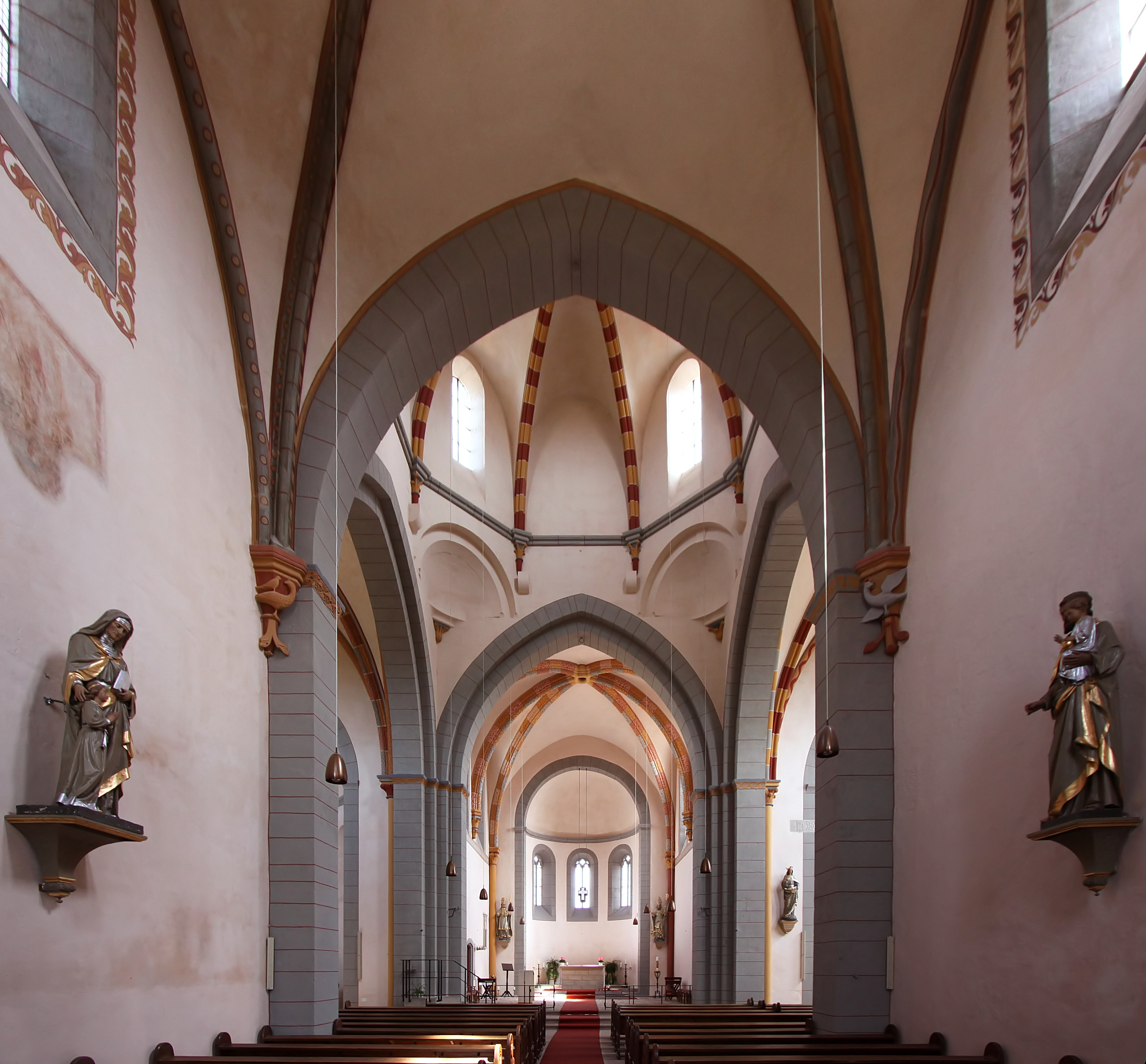
Innenraum mit Vierung, Chor und Apsis
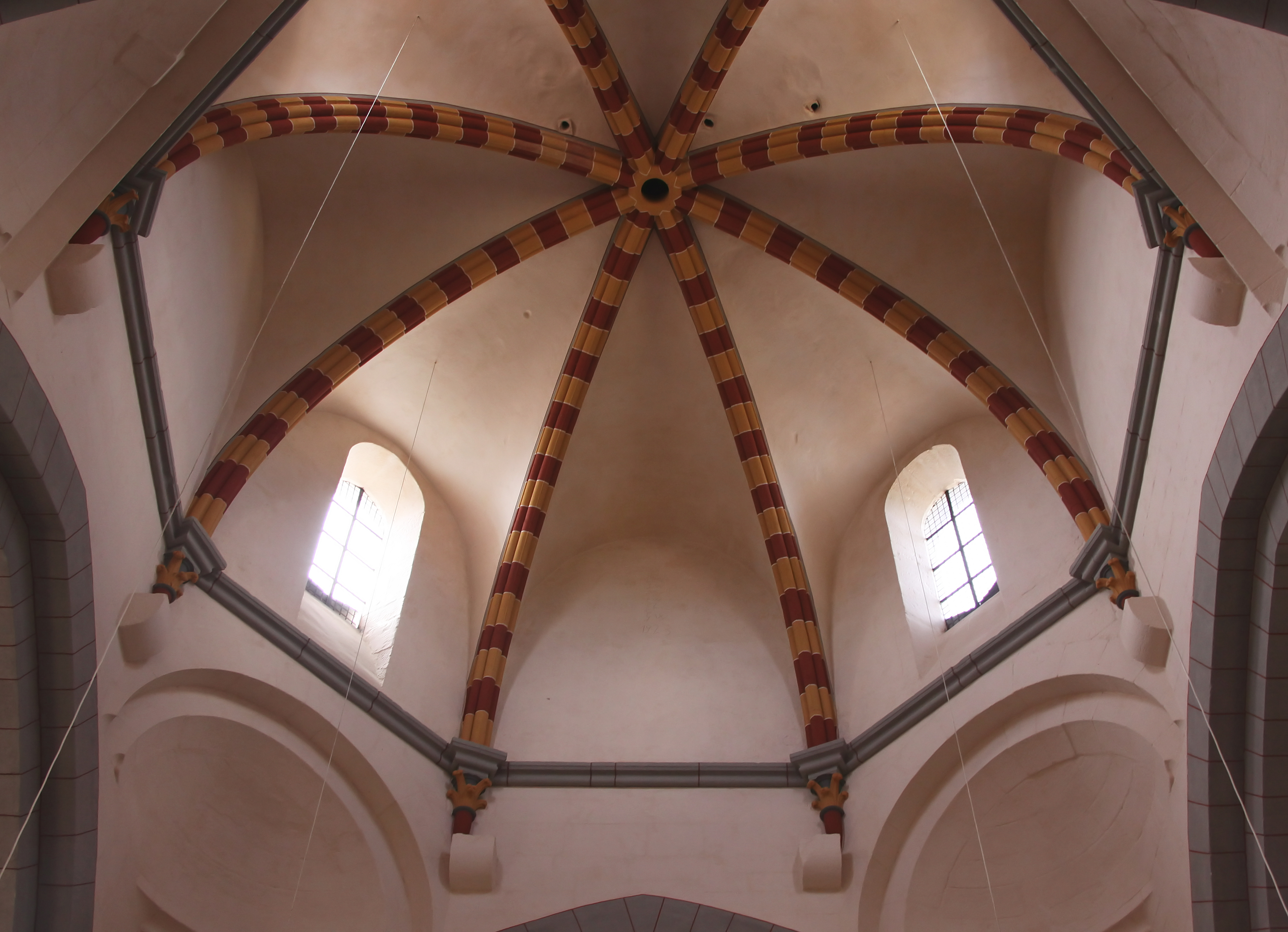
Vierungsgewölbe
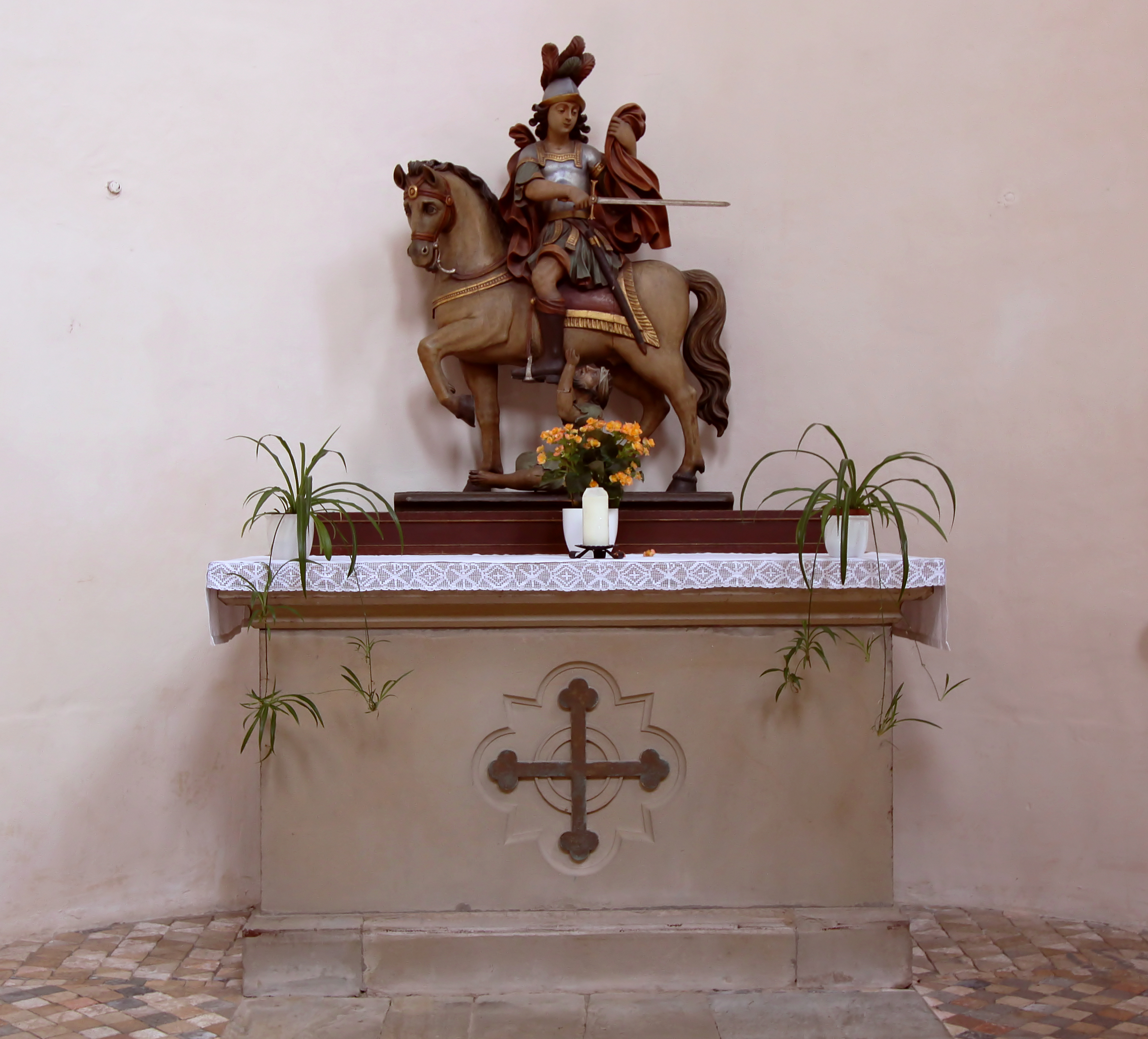
Altar mit Standbild des heiligen Martin von Tours
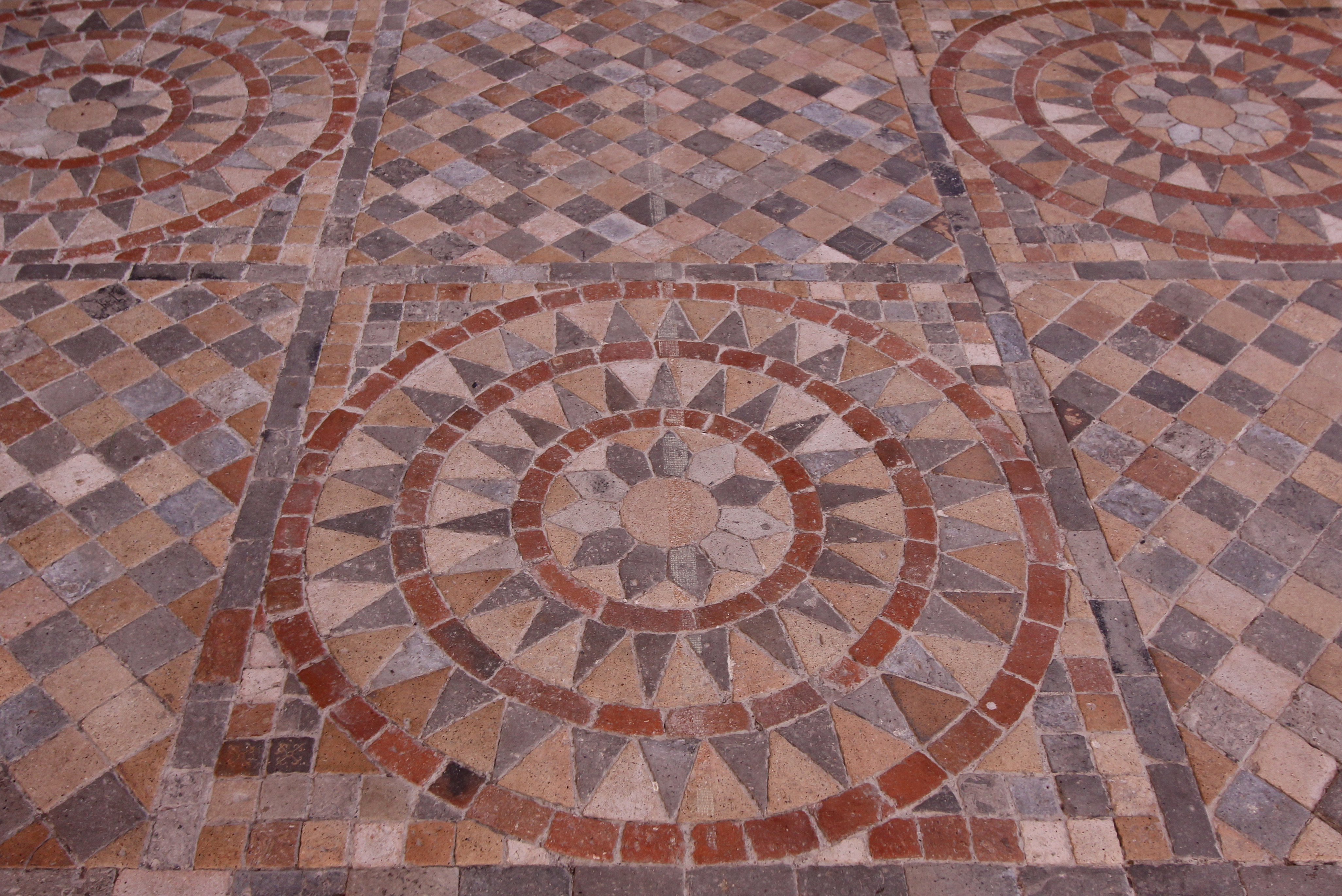
Bodenmosaik (Kosmaten)

Die Klosterstraße, die am Fuß der Kirche liegt, wurde am 13. Januar 2014 in „Hierzuland“ in der Landesschau Rheinland-Pfalz im SWR Fernsehen porträtiert.

### Rathaus

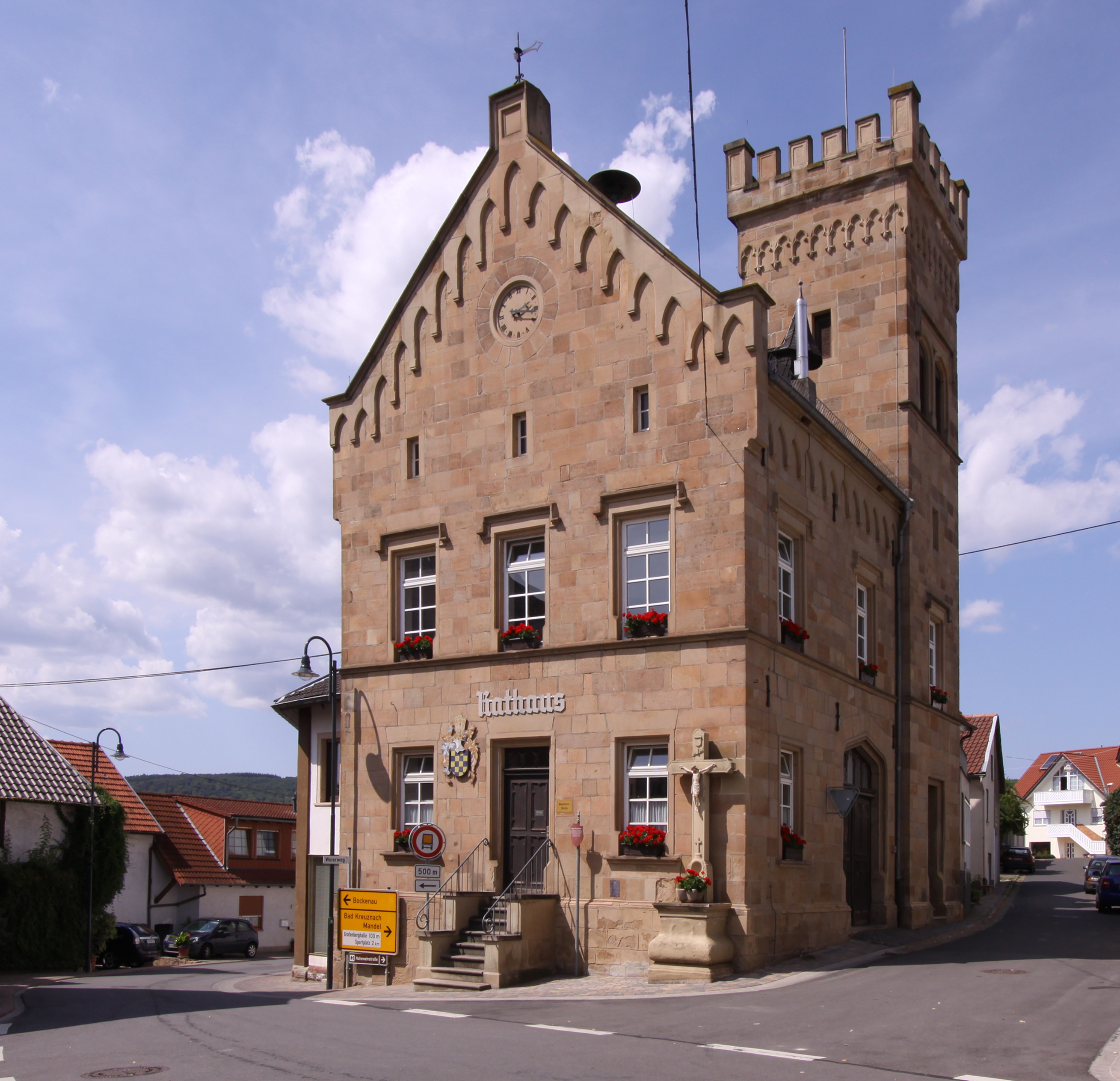
Neugotisches Rathaus

Das Sponheimer Rathaus wurde Mitte des 19. Jahrhunderts im neugotischen Stil errichtet, wahrscheinlich nach einem Entwurf des damaligen Kreuznacher Baumeisters Conradi. Auffällig ist der Spitzbogenfries, der die Giebelschrägen und die Traufe begleitet. In die Nordostecke des Bauwerkes ist ein zinnengekrönter dreigeschossiger Turm hineingestellt. Zu den Innenräumen des Rathauses gehörte im 19. Jahrhundert auch eine Arrestzelle.
Siehe auch: Liste der Kulturdenkmäler in Sponheim

## Politik

### Ortsbürgermeister
- 2004–2019: Michael Berghof (SPD)
- ab 2019: Bernhard Haas

Bei der Kommunalwahl am 26. Mai 2019 wurde Bernhard Haas gewählt und wurde damit Nachfolger von Michael Berghof, der nach 15 Jahren im Amt nicht erneut kandidiert hatte. Haas wurde im Juni 2024 wiedergewählt.

## Verkehr
Sponheim besaß von 1895 bis 1936 einen Bahnhof an der schmalspurigen Bahnstrecke Bad Kreuznach–Winterburg. Omnibusse und ein Lastkraftwagen lösten deren Verkehr ab.